# Der Mann im Hintergrund
Der Mann im Hintergrund (Originaltitel: Someone to Watch Over Me) ist ein US-amerikanischer Thriller aus dem Jahr 1987. Die Regie führte Ridley Scott, das Drehbuch schrieb Howard Franklin. Die Hauptrollen spielten Tom Berenger und Mimi Rogers.

## Handlung
Die vermögende Claire Gregory besucht eine Party. Sie wird zufällig Zeugin als Joey Venza einen Mann ermordet. Venza wird daraufhin verhaftet und von Gregory als Mörder identifiziert.
Wegen eines Formfehlers der Polizei wird Venza freigelassen. Gregory wird daraufhin unter Polizeischutz gestellt, zu ihren Bewachern gehört Mike Keegan. Er und Gregory beginnen eine Affäre.
Als ein von Venza beauftragter Killer in die Wohnung von Gregory eindringt, wird ein Polizist verletzt. Mike tötet den Killer, aber seine Affäre wird den Vorgesetzten bekannt, die ihn vom Dienst suspendieren. Er und seine Ehefrau Ellie trennen sich.
Venza überfällt das Haus von Keegan und nimmt seine Familie als Geisel. Er verlangt, dass Gregory ihm ausgeliefert wird. Mike geht ins Haus und lenkt die Aufmerksamkeit des Geiselnehmers ab. Ellie holt die im Haus versteckte Pistole und tötet den Verbrecher.
Mike umarmt seine Familie. Die angekommene Gregory sieht es und geht weg.

## Kritiken
Roger Ebert spottete in der Chicago Sun-Times vom 9. Oktober 1987, dass es Filme gebe, deren Grundidee in einem einzigen Satz zusammengefasst werden könne. „Der Mann im Hintergrund“ gehöre zu dieser Kategorie. Ebert kritisierte stark das Drehbuch dafür, dass der Charakter von Claire Gregory anstelle des Charakters von Ellie Keegan im Mittelpunkt stehe.
Das Lexikon des internationalen Films bezeichnete den Film als „allzu geradlinig erzählt“ und kritisierte die geringe Spannung. Lediglich „einige ausgeklügelten Kameraeinstellungen“ wurden gelobt.

## Auszeichnungen
Ridley Scott wurde im Jahr 1988 für einen Preis des Festival Internacional de Cinema do Porto nominiert. Steven B. Poster wurde 1988 für den American Society of Cinematographers Award nominiert.

## Sonstiges
Die Dreharbeiten fanden ab Winter 1986 in New York City und auf dem Schiff Queen Mary statt. Die Studioaufnahmen wurden in Los Angeles in den Burbank Studios gedreht. Das Einspielergebnis in den Kinos der USA betrug 2,9 Millionen US-Dollar.